# Charley Fager
Charley Artur Fager (Fager i Apelröd), född 1 oktober 1891 i Onsala socken, död 17 februari 1928 i Apelröd i Onsala socken, var en svensk redaktör och politiker (moderat).
Fager blev riksdagsledamot i andra kammaren 1927 för Hallands läns valkrets efter att ledamoten Erik Uddenberg avsagt sig sin riksdagsplats mitt under mandatperioden. Fager avled själv mitt under mandatperioden och ersattes av Ingeborg Hegardt.